# Berndt von Gerlach
Berndt Georg Wilhelm von Gerlach (geb. 15. Februar 1828 in Berlin; gest. 1. Dezember 1889 in Rohrbeck) war ein preußischer Ritterschaftsdirektor, Major und Landrat.

## Herkunft
Berndt von Gerlach war der Sohn des preußischen Generals der Infanterie und Politikers Leopold von Gerlach (1790–1861) und dessen Ehefrau (⚭ 1819) Johanna (1796–1857), geborene von Küssow.

## Leben
Berndt von Gerlach war Erbherr auf Rohrbeck und Nordhausen im Kreis Königsberg. Er war Ritterschaftsdirektor, Ehrenritter des Johanniterordens und preußischer Major. Zwischen 1876 und 1889 amtierte er in der Nachfolge von Albert von Levetzow als Landrat des Königsberger Kreises.

## Persönliches
Berndt von Gerlach war seit dem 25. September 1860 auf Podangen mit Maria Adelaide Emilie (1839–1909), Tochter des Emil Carl Ferdinand von Kanitz (1807–1877) und der Charlotte (1820–1868), geb. von Sydow, verheiratet. Aus der Ehe gingen die Kinder Elisabeth (* 1861), Ulrike (1863–1940), Marie (* 1865), Charlotte (* 1869), Agnes (1875–1878) und Leopold (* 1879) hervor.